# Clastobryum glabrescens
Clastobryum glabrescens är en bladmossart som beskrevs av B. C. Tan, Iwatsuki, Norris in B. C. Tan och Iwatsuki 1992. Clastobryum glabrescens ingår i släktet Clastobryum och familjen Sematophyllaceae. Inga underarter finns listade i Catalogue of Life.